# Silk Stocking Sal
Silk Stocking Sal is een Amerikaanse dramafilm uit 1924 onder regie van Tod Browning. De film is wellicht zoekgeraakt.

## Verhaal
De inbreekster Sal wordt op heterdaad betrapt door Bob Cooper. Hij biedt haar een baan aan in zijn bedrijf. Wanneer zijn vennoot Abner Bingham dood wordt aangetroffen, wordt Bob verdacht van de moord en ter dood veroordeeld. Sal verdenkt de crimineel Bull Reagen. Om het leven van haar chef te redden gaat ze naar het appartement van Bull en plant er een microfoon in een kast. Ze voert hem vervolgens dronken en ontlokt hem een bekentenis. Op die manier kan ze Bob op het nippertje van de elektrische stoel redden.

## Rolverdeling
| Acteur           | Personage       |
| ---------------- | --------------- |
| Evelyn Brent     | Martin          |
| Robert Ellis     | Bob Cooper      |
| Earl Metcalfe    | Bull Reagan     |
| Alice Wilson     | Annie           |
| Virginia Madison | Mevrouw Cooper  |
| Marylynn Warner  | Juffrouw Cooper |
| John Gough       | Diefje          |
| Louis Fitzroy    | Abner Bingham   |